# 머리대장하목
머리대장하목은 딱정벌레목의 풍뎅이아목에 속하는 곤충 하목 분류군이다. 바구미 등이 포함되어 있다. 주로 식물을 먹는다.

## 하위 분류
다음과 같은 6개의 상과로 나뉜다.
- 잎벌레상과 (Chrysomeloidea) - 7개 과
- 개미붙이상과 (Cleroidea)
- 머리대장상과 (Cucujoidea) - 31개 과
- 바구미상과 (Curculionoidea) - 8개 과
- 통나무좀상과 (Lymexyloidea)
- 거저리상과 (Tenebrionoidea) - 30개 과